# マリヤ・ヴコヴィッチ
マリヤ・ヴコヴィッチ（Marija Vuković、1992年1月21日 - ）は、モンテネグロの女子陸上競技選手。専門は走高跳。ツェティニェ出身。

## 自己ベスト
- 走高跳 - 1m91 (2010年7月29日、モンクトン)